# Issy-l'Évêque
Issy-l'Évêque è un comune francese di 863 abitanti situato nel dipartimento della Saona e Loira nella regione della Borgogna-Franca Contea.
In questo comune visse in esilio la scrittrice francese Irène Némirovsky con la propria famiglia. In un primo tempo si stabilì all'Hôtel des Voyageurs e successivamente nella casa di fronte al Monumento ai Caduti dove oggi è apposta una targa commemorativa. Arrestata il 13 luglio 1942 dalla polizia francese, fu condotta via Pithiviers al Campo di concentramento di Auschwitz, dove morì un mese dopo.

## Società

### Evoluzione demografica
Abitanti censiti